# Plaza Internacional
La plaza Internacional (también llamada alternativamente Parque Internacional) es una plaza compartida en partes iguales por dos países soberanos, inaugurada el 26 de febrero de 1943 en el período de los presidentes Getúlio Vargas y Alfredo Baldomir, de Brasil y Uruguay, respectivamente.

## Ubicación
Está ubicada en la frontera entre Uruguay y Brasil, específicamente en la frontera de la ciudad de Rivera y Santana do Livramento, estado de Río Grande del Sur. Al igual que toda la línea divisoria no tiene ningún control de cruce: se puede cruzar inadvertidamente de un lado a otro, y si no fuera por las banderas nacionales en un extremo de la plaza no se percibiría que se trata de un sitio compartido de frontera.

## Descripción
La plaza tiene una superficie de aproximadamente cincuenta y cinco mil metros cuadrados, incluidas sus avenidas, formando conjunto simétrico a uno y otro lado del límite internacional. A ambos lados del mismo el terreno presenta un suave declive ya que la plaza fue construida tres planos, adaptados a la topografía del terreno. Esta diferencia es salvada por escaleras y por taludes transversales revestidos de césped.
El plano superior se encuentra situado sobre el largo Hugolino Andrade de unión entre las ciudades de Rivera y Santana do Livramento, configurado como una plaza jardín. En su extremo oeste, dando frente al citado largo, fue construido un monumento símbolo de la masonería y de la confraternidad uruguayo-brasileña; el obelisco.
Se trata de un prisma triangular de quince metros de altura, en cuya base están representados los escudos nacionales del Uruguay y del Brasil, colocados sobre las caras que dan frente a sus respectivos países. Ambos escudos fueron tallados en el arsenal del ejército de Río de Janeiro, y obsequiados por la Comisión Brasileña de Límites.Sobre la cara posterior del basamento se ve una gran placa de bronce conmemorativa del acto de inauguración. A trece metros de altura y en las caras que miran hacia el Uruguay y el Brasil, se colocaron dos relojes (actualmente están fuera de uso) que están sincronizados con la hora oficial de cada uno de esos países. A través del vértice, realizado en vidrio, se proyecta un haz de luz de cinco minutos de duración cada vez que coinciden las horas.
Dos amplias escaleras centrales, con motivos ornamentales comunican con el segundo nivel, en cuyo centro se encuentra una fuente luminosa. Hacia el sur un  tramo de escaleras conduce a un monumento dedicado a la Virgen María. Los paseos interiores de ambos niveles están pavimentados con artísticos dibujos, orlados por una simbólica cadena de mármol sobre un fondo de piedra negra.
El plano inferior es un amplio parque, apto para reuniones masivas.

## Usos
- El Movimiento Tradicionalista Gaúcho, filial Santana do Livramento, anualmente la usa para instalar el Galpón principal de la Semana Farroupilha del 14 al 20 de septiembre, en homenaje a la guerra entablada por los dirigentes de la entonces provincia de San Pedro de Río Grande do Sul contra el Imperio del Brasil entre los años 1835-1845, que forjó la identidad colectiva del pueblo riograndense.
- Frecuentemente parques de diversiones y distintas exposiciones y eventos se instalan por algunos días.

### Visitas presidenciales
El 10 de febrero de 1957 el presidente de Brasil Juscelino Kubitschek y el presidente del Consejo Nacional de Gobierno de Uruguay en ese año Arturo Lezama protagonizaron el primer encuentro de mandatarios en dicha plaza.
El segundo encuentro se produjo el 6 de mayo de 1997 entre los presidentes Julio María Sanguinetti y Fernando Henrique Cardoso.
La última visita conjunta ocurrió el 30 de julio de 2010 con la presencia de los presidentes José Mujica y Luiz Inácio Lula da Silva.